# زرع اليد
زرع اليد هو إجراء جراحي لزرع يد من إنسان إلى آخر. ويتم زراعتها إلى متلقي فقد أحد اليدين أو الذراعين. وقد أجريت معظم عمليات زرع اليد حتى الآن على مبتوري الأطراف أسفل الكوع، وكانت عمليات زراعة اليد هي الأولى من فئة جديدة من عمليات الزرع حيث يتم زرع أجهزة متعددة كوحدة وظيفية واحدة، تسمى الآن «ألوسرانسبلانتاتيون المركب الوعائي».
تستغرق العملية وقت طويل جدا حوالي 8-12 ساعة. على سبيل المقارنة، عملية زرع قلب نموذجي يدوم 6 إلى 8 ساعات. يقوم الجراحون بربط العظام أولا، تليها الأوتار، الشرايين، الأعصاب، الأوردة، والجلد.
يحتاج متلقي عملية زرع اليد إلى تناول الأدوية المثبطة للمناعة على غرار عمليات زرع أخرى مثل الكلى أو الكبد، حيث أن الجهاز المناعي الطبيعي للجسم سيحاول رفض اليد أو تدميرها. هذه الأدوية تجعل نظام المناعة أضعف مما قد يؤدي إلى زيادة خطر العدوى وبعض أنواع السرطان. كان هناك العديد من التقدم في زرع الأعضاء الصلبة على مر السنين التي جعلت هذه الأدوية مقبولة جدا.
بعد عملية الزرع، هناك فترة من العلاج اليدوي واسع النطاق / إعادة التأهيل التي تساعد المتلقين على استعادة وظيفة اليد المزروعة. هذه الطريقة قد حققت نجاحا ملحوظا في استعادة وظيفة اليد بعد أداء العلاج الطبيعي.

## تاريخ زراعةاليد
تم إجراء عملية زرع اليد في إكوادور في عام 1964، ولكن المريض عانى من رفض عملية الزرع بعد أسبوعين فقط بسبب الطبيعة البدائية لأدوية قمع المناعة في ذلك الوقت.
حدث أول نجاح قصير الأمد في عملية زرع اليد البشرية مع النيوزيلندي كلينت هالام الذي فقد يده في حادث أثناء وجوده في السجن. تم تنفيذ العملية في 23 سبتمبر 1998 في ليون ب فرنسا من قبل فريق تم تجميعه من دول مختلفة في جميع أنحاء العالم بما في ذلك البروفيسور نادي حكيم الذي مثل المملكة المتحدة، والأستاذ جان ميشيل دوبرنارد من فرنسا. الجراح المجهري في الفريق، إيرل أوين من أستراليا، كان مسئولا عن البحوث الأساسية التفصيلية، تم جمع تلك الأبحاث بعناية من قبل فريق في لويزفيل. بعد العملية، لم يكن هالام مرتاحا لفكرة يده المزروعة وفشل في اتباع الدواء الموصوف بعد العملية الجراحية والعلاج الطبيعي. وأصبحت توقعاته غير الدقيقة مثالا حيا على ضرورة وجود فريق ملتزم التزاما تاما من مقدمي الرعاية، بما في ذلك علماء النفس، والذين كان لهم دور في استعادة وظيفية متواضعة من اليد المزروعة. تمت إزالة يد هالام المزروعة بناء على طلبه من قبل جراح الزرع نادى حكيم في 2 فبراير 2001 عقب حلقة أخرى من الرفض.
تم عمل أول عملية زرع لليد بنجاح من قبل فريق من الجراحين بما في ذلك وارن. بريدنباك، تسو مين تساي، لويس ششيكر، ستيفن مكابي، أميتافا غوبتا، راسل شاتفورد، ويليام أونيل، مارتن فافيتو ومايكل موسكال بالتعاون مع معهد كريستين م. كلينرت، المستشفى اليهودي وجامعة لويزفيل في لويزفيل، كنتاكي. تم إجراء هذا الإجراء على مواطن نيوجيرسي ماثيو سكوت في 14 يناير 1999. فقد سكوت يده في حادث الألعاب النارية في سن 24. في وقت لاحق من عام 1999، وواصلت مجموعة لويسفيل القيام بأول خمس عمليات زرع يدوية في الولايات المتحدة وأجرى 12 عملية زرع يدوية في عشرة متلقين اعتبارا من عام 2016.
وعلى النقيض من المحاولات السابقة لزرع اليد، قامت مجموعة لويزفيل بإجراء بحوث واسعة النطاق في العلوم الأساسية ودراسات جدوى لسنوات عديدة قبل إجراءها العمليات الأولي (على سبيل المثال، شرباشه وآخرون، 1998) وكان هناك أيضا قدر كبير من الشفافية حيث شارك مجلس الاستعراض المؤسسي في فحص واختيار المرضى المحتملين.
وفي آذار / مارس 2000، بدأ فريق من الجراحين في جامعة إنسبروك في النمسا سلسلة من ثلاث عمليات زرع يدوية ثنائية على مدى ست سنوات. الأول هو ضابط شرطة نمساوي كان قد فقد كلتا يديه في محاولة لنزع فتيل قنبلة. وقد أنهى رحلة دراجة نارية منفردة حول العالم باستخدام يده المزروعة.
أجرى أطباء جامعة لويزفيل أيضا عملية زرع يدوية ناجحة على مواطن ميشيغان جيري فيشر في فبراير2001، وميشيغان ديفيد سافاج في عام 2006.
في 14 يناير / كانون الثاني 2004، أعلن فريق البروفسور جان ميشيل دوبرنارد (مستشفى إدوارد-هيريوت، فرنسا) عن نجاح عملية زرع يدين في فتاة بالغة من العمر خمس سنوات. ونجاح 26 عملية زرع أخرى بين عامي 2000 و 2005، شُجعت عمليات زرع الأعضاء الأخرى مثل الوجه وجدار البطن والحنجرة.
في 4 مايو 2009، خضع جيف كيبنر، وهو أوغستا (57 عاما)، المقيم في جورجيا، لعملية زرع اليدين الأولى في الولايات المتحدة في مركز جامعة بيتسبرغ الطبي من قبل فريق بقيادة دبليو. أندرو لي، الذي كان قد أجرى بحوثا أساسية دقيقة حول عمليات الزرع لسنوات عديدة. وأظهرت قصة كنن استعادة وظيفية محدودة المتوقع، وخاصة بعد زرع الثنائية.
في 18 فبراير، 2010 أول امرأة في الولايات المتحدة خضعت لعملية زرع اليد في مركز ويلفورد هول الطبي في سان أنطونيو، تكساس. تم إجراء هذا الإجراء من قبل الجراحين من مركز اليد في سان أنطونيو والقوات الجوية الأمريكية.
وفي 22 يونيو / حزيران 2010، تلقى جندي بولندي يدين جديدين من إحدى المتبرعات، بعد أن خسرهن قبل ثلاث سنوات.
في 8 مارس / آذار 2011، خضعت إميلي فينيل البالغة من العمر 26 عاما لعملية جراحية تستغرق 18 ساعة لإرفاق اليد اليمنى. وقد تم ذلك في مركز رونالد ريغان أوكلا الطبي.
12 مارس 2011 أصبحت ليندا لو مستفيدة من عملية زرع اليد الأولى في جنوب شرق البلاد، التي أجريت في مستشفى جامعة إيموري، من مانلي ليسلي سوليفنت.
في خريف عام 2011، تلقى ليندساي إس البالغ من العمر 28 عاما عملية لزرع اليدين في مستشفى جامعة بنسلفانيا في جراحة 11 ساعة.
في 27 ديسمبر 2012، تلقى مارك كاهيل البالغ من العمر 51 عاما عملية زرع اليد اليمنى في مستشفى ليدز العام في المملكة المتحدة. وأزيلت يد المستلم خلال نفس العملية التي استمرت 8 ساعات، مما سمح بإعادة ترميم الأعصاب الدقيقة جدا، التي يعتقد أنها الأولى دوليا..
في 27 فبراير / شباط 2013، تلقى إسكندر مقدمي، 38 عاما، عملية جراحية لزرع اليدين من قبل فريق جراحة التجميل في مستشفى خرداد الخامس عشر في طهران ب إيران.
في 13 يناير 2015، أجرى الأطباء في معهد أمريتا للعلوم الطبية ومركز الأبحاث (إيمس) الذي يتخذ من كوتشي مقرا له أول عملية زرع يدوية في الهند. وقد تلقى رجل يبلغ من العمر 30 عاما، الذي فقد كلتا يديه في حادث قطار، يد ضحية يبلغ من العمر 24 عاما.
في 28 يوليو 2015، قام الأطباء في مستشفى الأطفال في فيلادلفيا بأول عملية زرع يدوية ثنائية ناجحة للطفل.  في سن 2، فقد صهيون هارفي يديه وقدميه بسبب عدوى مهددة للحياة، بعد 6 سنوات، في سن 8 سنوات، قام صهيون بعملية زرع مزدوجة.

## معدلات البقاء على قيد الحياة
وعلى الرغم من أن معدل البقاء على قيد الحياة لمدة سنة واحدة من الأيدي المزروعة كان ممتازا في المؤسسات الملتزمة تماما بهذا الإجراء، فإن عدد عمليات زرع اليد التي أجريت بعد عام 2008 كان ضئيلا بسبب الآثار الجانبية المرتبطة بالمخدرات، والنتائج غير المؤكدة على المدى الطويل، وارتفاع تكاليف الجراحة، وإعادة التأهيل وكبت المناعة...

## برامج الدول لعمليات الزراعة

### الولايات المتحدة
كلية الطب ب جامعة جونز هوبكنز برنامج زراعة اليد والذراع - بقيادة أندرو لي، قد تم اعتماد البرنامج من قبل مجلس مراجعة المؤسسات الطبية في جونز هوبكنز في يوليو 2011. وقد تم اعتماد البرنامج من قبل مجلس إدارة جونز هوبكنز للطب المؤسسي في يوليو 2011. هذا هو واحد من اثنين فقط من البرامج في الولايات المتحدة التي وافقت على إجراء عمليات زرع اليد / الذراع باستخدام البروتوكول المناعي، والتي تُمكن المرضى من اتخاذ مخدر 1 (بدلا من 3) بعد الزرع للحفاظ على اليد أو الذراع. يتم تمويل البرنامج من قبل الجيش الأمريكي وقيادة العتاد (مرمك) معهد القوات المسلحة للطب التجديدي (أفيرم).
جامعة جنوب إلينوي- مدرسة الطب- برنامج زراعة اليد - بقيادة الدكتور مايكل دبليو نيوميستر، دكتوراه في الطب، فرسس (C)، فاكس، ويقع برنامج زرع اليد سيو في سبرينغفيلد، إلينوي. تم إطلاق البرنامج رسميا في يناير 2014 بعد الحصول على موافقة مجلس الهجرة.

### المملكة المتحدة
في عام 2016 تم الإعلان عن أن المرضى في انجلترا سيكون لهم الاستفادة الكبيرة من اليد الرائدة الممولة من القطاع العام وزرع الذراع التي قدمها فريق متخصص في مستشفى ليدز العام.

## للمزيد من القراءة
- Amirlak B، Gonzalez R، Gorantla V، Breidenbach WC، Tobin GR (أبريل 2007). "Creating a hand transplant program". Clin Plast Surg. ج. 34 ع. 2: 279–89, x. DOI:10.1016/j.cps.2007.01.002. PMID:17418677.
- Lanzetta M، Petruzzo P، Dubernard JM، وآخرون (يوليو 2007). "Second report (1998-2006) of the International Registry of Hand and Composite Tissue Transplantation". Transpl Immunol. ج. 18 ع. 1: 1–6. DOI:10.1016/j.trim.2007.03.002. PMID:17584595.
- Jones JW، Gruber SA، Barker JH، Breidenbach WC (أغسطس 2000). "Successful hand transplantation. One-year follow-up. Louisville Hand Transplant Team". N Engl J Med. ج. 343 ع. 7: 468–73. DOI:10.1056/NEJM200008173430704. PMID:10950668. مؤرشف من الأصل في 2019-12-30.

## وصلات خارجية
- www.handtransplant.org نسخة محفوظة 31 ديسمبر 2019 على موقع واي باك مشين.
- www.siumed.edu/handtransplant
- World's first successful hand transplant
- The New York Times, December 6, 2005, "A Pioneering Transplant, and Now an Ethical Storm"
- CNN, May 8, 2009, "Pastry chef receives double hand transplant"| - ع - ن - ت زراعة الأعضاء                      | - ع - ن - ت زراعة الأعضاء                                                                                                                                                                                                                                                                                                                                                                                                                                                                           |
| ---------------------------------------------- | --- |
| أنواع                                          | - زرع الطعم الخيفي - اغتراس ذاتي - نقل الأعضاء بين الكائنات الحية |
| الأعضاء والأنسجة                               | - العظم - نخاع العظام - القرنية - الوجه (إيزابيل دينوار) - اليد - الرأس - الدماغ - القلب - القلب والرئة - الكلى - الكبد (متبرع حي) - الرئة - البنكرياس (خلايا الجزيرة) - الأمعاء - القضيب - الجلد - الطحال - الغدة الزعترية - الرحم |
| طب الترقيع                                     | - ترقيع العظام - ترقيع الجلد - ترقيع الأوعية الدموية |
| التبرع بالأعضاء                                | - منح قلب لا ينبض - نقل الأعضاء - حصاد الأعضاء - تجارة الأعضاء |
| المضاعفات                                      | - مرض المضيف ضد الطعم - اضطراب ما بعد الزراعة التكاثرية اللمفية - رفض الزراعة |
| المنظمات                                       | - أنتوني نولان - الجمعية الأوروبية الدولية لزراعة الأعضاء - الجمعية الهالاشية اليهودية للتبرع بالأعضاء - هيئة الأنسجة البشرية - البرنامج الوطني للمتبرعين بالنخاع - منظمة زرع الأعضاء الوطنية (أسبانيا) - هيئة الخدمات الصحية الوطنية للدم و زراعة الأعضاء - الشبكة المتحدة لمشاركة الاعضاء - المركز الألماني المانح لنخاع العظم (DKMS) - مؤسسة الكلى الوطنية |
| البلدان                                        | - زراعة الأعضاء في الجمهورية الصين الشعبية - زراعة الأعضاء في إسرائيل - زراعة الأعضاء في اليابان - سرقة الأعضاء في كوسوفو - زراعة الأعضاء في بلدان مختلفة - فضيحة الكلى جورجاون |
| أشخاص                                          | \| القلب \| - كريستيان برنارد - أدريان كانترويتز - ريتشارد لاور - نورمان شمواي - مجدي يعقوب \| \| الكلى \| - جوزيف موراي - مايكل وودروف - جون ب. ميريل - ج. هارتويل هاريسون \| \| الكبد \| - فكري أليكان - توماس ستارزل \| \| الرئة \| - فكري أليكان - فلاديمير ديموكوف - جويل د. كوبر - جيمس هاردي \| \| القضيب \| - أندريه فان دير ميرفيه \| \| أخرى \| - ألكسيس كاريل - برنار ديفوشيل - جان ميشيل دوبرنارد - دونا مانسيل - بروس رايتس \| \| - قائمة المتبرعين والمستفيدين من زراعة الأعضاء \| \| |
| مواضيع ذات صلة                                 | - طب الأنسجة الحيوي - بروتوكول إدمنتون - بنك العيون - أدوية كبت المناعة - درجة تخصيص الرئة - آلة التروية - إجمالي تشعيع الجسم |
| القلب                                          | - كريستيان برنارد - أدريان كانترويتز - ريتشارد لاور - نورمان شمواي - مجدي يعقوب |
| الكلى                                          | - جوزيف موراي - مايكل وودروف - جون ب. ميريل - ج. هارتويل هاريسون |
| الكبد                                          | - فكري أليكان - توماس ستارزل |
| الرئة                                          | - فكري أليكان - فلاديمير ديموكوف - جويل د. كوبر - جيمس هاردي |
| القضيب                                         | - أندريه فان دير ميرفيه |
| أخرى                                           | - ألكسيس كاريل - برنار ديفوشيل - جان ميشيل دوبرنارد - دونا مانسيل - بروس رايتس |
| - قائمة المتبرعين والمستفيدين من زراعة الأعضاء | |